# Heinrich Geissler
Johann Heinrich Wilhelm Geissler (Igelshieb, 26 maggio 1814 – Jena, 24 gennaio 1879) è stato un fisico tedesco, noto per aver inventato il tubo omonimo.

## Biografia
Istruito dal padre, lavorò inizialmente nell'azienda di famiglia diventando ben presto un soffiatore di vetro ed un ingegnere meccanico molto dotato. Nel 1850 si stabilì a Bonn, dove aprì un laboratorio di apparecchi e strumenti per la fisica e la chimica.
Molte delle sue invenzioni (un termometro, un altimetro, un vaporimetro, un igrometro), furono quasi subito apprezzate e incominciò ad essere noto e rispettato dalla comunità scientifica. Dall'università di Bonn arrivarono moltissimi ordini d'acquisto per il suo materiale.
Nel 1852 pubblicò anche un libello scientifico assieme a Julius Plücker, intitolato Studien zur Thermometrie und verwandter Gegenstände. Nel 1855 partecipò all'esposizione universale di Parigi, nell'ambito della quale ricevette anche una medaglia d'oro per un suo lavoro (non si sa quale). Nel 1856 realizzò il primo arco elettrico all'interno di un tubo, su cui poi vennero effettuate le ricerche che hanno portato alla moderna lampadina elettrica. 
Geissler inventò poi il primo termometro capillare di vetro, il tubo di Geissler e la pompa di Geissler. Le sue invenzioni precorrono molte di quelle moderne, dai tubi a raggi x al tubo catodico (in pratica la TV).
Nel 1868 venne chiamato all'Università di Bonn, dove insegnò fino alla scomparsa.